# Stabilisation Force
La Stabilisation Force (SFOR) è stata una forza multinazionale della NATO dispiegata in Bosnia ed Erzegovina ed incaricata di difendere gli Accordi di Dayton.

## Storia
Il contingente SFOR, che aveva il suo quartier generale a Sarajevo, ha operato nell'arco di circa otto anni con due missioni denominate rispettivamente:
- "Operazione Joint Guard" (21 dicembre 1996 - 19 giugno 1998)
- "Operazione Joint Forge" (24 aprile 1998 - 1º dicembre 2004)

Il contingente SFOR venne ridotto nel tempo, passando da una dimensione di 12000 effettivi del 2002 ad una dimensione di circa 7000 effettivi nel 2004, quando nel corso del summit della NATO tenutosi ad Istanbul ne venne decisa la chiusura e venne sostituito il 2 dicembre dello stesso anno dalla missione Althea dell'Unione europea.

## Stati Partecipanti
I seguenti paesi hanno partecipato, in tempi diversi con propri contingenti militari, alla forza multinazionale SFOR.
Paesi della NATO:
| - Belgio - Bulgaria - Canada - Danimarca - Estonia (membro della NATO dal marzo 2004) - Francia - Germania - Grecia - Islanda | - Italia - Lettonia (membro della NATO dal marzo 2004) - Lituania (membro della NATO dal marzo 2004) - Lussemburgo - Norvegia - Paesi Bassi - Polonia (membro della NATO dal 1999) - Portogallo - Regno Unito | - Rep. Ceca (membro della NATO dal 1999) - Romania - Slovacchia (membro della NATO dal marzo 2004) - Slovenia (membro della NATO dal marzo 2004) - Spagna - Stati Uniti - Turchia - Ungheria (membro della NATO dal 1999) |

Paesi che non fanno parte della NATO:
| - Australia - Albania (nella NATO dal 2009) - Austria - Argentina - Finlandia | - Egitto - Irlanda - Malaysia - Marocco | - Nuova Zelanda - Russia - Svezia - Ucraina |

La forza multinazionale ha operato a livello di brigate (MNB - Multinational Brigade), in tre distinte zone di operazioni: Nord (N) nel settore di Tuzla, Ovest (W) nel settore di Banja Luka e Sud (S) nel settore di Mostar
- Tuzla MND(N) -  Stati Uniti  Turchia  Polonia  Russia  Norvegia  Svezia  Danimarca
- Banja Luka MND(W) -  Regno Unito  Canada  Rep. Ceca  Paesi Bassi
- Mostar MNB(S) -  Italia  Francia  Germania  Spagna

Il nome in codice britannico per le loro attività erano rispettivamente Operation Resolute per la missione IFOR e Operation Lodestar per la missione SFOR.